# Luzula mannii
Luzula mannii là một loài thực vật có hoa trong họ Juncaceae. Loài này được (Buchenau) Kirschner & Cheek mô tả khoa học đầu tiên năm 2000.